# Viscos
Viscos är en kommun i departementet Hautes-Pyrénées i regionen Occitanien i sydvästra Frankrike. Kommunen ligger i kantonen Luz-Saint-Sauveur som tillhör arrondissementet Argelès-Gazost. År 2022 hade Viscos 34 invånare.

## Befolkningsutveckling
Antalet invånare i kommunen Viscos
| Referens: INSEE |